# شبخانه (کلیبر)
روستاي شوخانا  
شوخانا یکی از روستاهای استان آذربایجان شرقی است که در دهستان میشه‌پاره بخش مرکزی شهرستان کلیبر واقع شده‌است. yearnprice

## از قدمت آن سندی در دست نیست و به نظر می‌رسد با مطالعه در بنای قدیمی موجود در روستا بتوان به بخشی از تاریخ آن پی برد.
1. «: کمیته تخصصی نام نگاری و یکسان‌سازی نام‌های جغرافیایی ایران :». بایگانی‌شده از اصلی در ۲۹ اوت ۲۰۱۱. دریافت‌شده در ۶ نوامبر ۲۰۱۳.
2. ↑  «نسخه آرشیو شده». بایگانی‌شده از اصلی در ۲۵ دسامبر ۲۰۱۳. دریافت‌شده در ۶ نوامبر ۲۰۱۳.

- «نتایج سرشماری ایران در سال ۱۳۸۵». درگاه ملی آمار. بایگانی‌شده از روی نسخه اصلی در ۲۱ آبان ۱۳۹۲.
- www.shokhana.com